# Список монархов Испании
Король Испании (исп. Rey de España) — титул правителей Королевства Испания, образовавшегося в конце XV — начале XVI века при слиянии королевства Кастилия и Леон с королевством Арагон. Нумерация испанских монархов продолжает нумерацию королей Кастилии.
В Средние века использовался титул император всей Испании. Официально первым, принявшим титул король Испании, был Филипп II.

## Список

### ДинастияТрастамара
При Изабелле и Фердинанде королевские династии Кастилии и Арагона, были объединены в одну. Историография Испании в целом трактует это как формирование Королевства Испания, но на самом деле, два королевства продолжались в течение многих веков со своими собственными отдельными институтами. Только декретами Нуэва-Планта начала XVIII века эти две земли были официально объединены в единое государство.
| Портрет | Имя                                            | Годы жизни                      | Начало правления                              | Окончание правления                           | Примечания |
| ------- | ---------------------------------------------- | ------------------------------- | --------------------------------------------- | --------------------------------------------- | --- |
|         | Фердинанд V и II Католик исп.: Fernando V & II | 10 марта 1452 — 23 января 1516  | 15 января 1475 Кастилия 20 января 1479 Арагон | 26 ноября 1504 Кастилия 23 января 1516 Арагон | Король Арагона и Валенсии под именем Фердинанд II; король Кастилии и Леона под именем Фердинанд V. Сын Хуана II Арагонского и Хуаны Энрикес |
|         | Изабелла I Католичка исп.: Isabel I            | 22 апреля 1451 — 26 ноября 1504 | 11 декабря 1474 Кастилия                      | 26 ноября 1504 Кастилия                       | Королева Кастилии и Леона. Дочь Хуана II Кастильского и Изабеллы Португальской                                                              |
|         | Хуана I Безумная исп.: Juana I                 | 6 ноября 1479 — 12 апреля 1555  | 26 ноября 1504 Кастилия 23 января 1516 Арагон | 12 апреля 1555                                | Королева Кастилии и Леона; королева Арагона. Дочь Фердинанда V и Изабеллы I                                                                 |
|         | Филипп I Красивый исп.: Felipe I               | 22 июля 1478 — 25 сентября 1506 | 27 июня 1506 Кастилия                         | 25 сентября 1506 Кастилия                     | Король Кастилии. Муж Хуаны I |

### ДинастияГабсбургов
Известна в Испании как «Австрийская» (исп. Casa de Austria).
При Хуане I Безумной, а затем её сыне Карле I два престола Кастилии и Арагона были, наконец, объединены под властью одного монарха. Традиционная нумерация монархов продолжается по нумерации Кастильской короны. Кроме того, Альфонсо XII берёт XII номер после Альфонсо XI Кастилии, а не Альфонса V Арагонского, до испанских монархов с таким именем.
| Портрет                                                                           | Имя                                                                                   | Годы жизни                         | Начало правления | Окончание правления      | Примечания |
| --------------------------------------------------------------------------------- | ------------------------------------------------------------------------------------- | ---------------------------------- | ---------------- | ------------------------ | --- |
|                                                                                   | Карл I Император исп.: Carlos I                                                       | 24 февраля 1500 — 21 сентября 1558 | 14 марта 1516    | 16 января 1556 (отрёкся) | Император Священной Римской империи под именем Карл V. Сын Филиппа I и Хуаны I                                                      |
|                                                                                   | Филипп II Благоразумный исп.: Felipe II                                               | 21 мая 1527 — 13 сентября 1598     | 16 января 1556   | 13 сентября 1598         | Король Португалии (1581—1598) под именем Филипп I. Сын Карла I                                                                      |
|                                                                                   | Филипп III Благочестивый исп.: Felipe III                                             | 14 апреля 1578 — 31 марта 1621     | 13 сентября 1598 | 31 марта 1621            | Король Португалии (1598—1621) под именем Филипп II. Сын Филиппа II                                                                  |
|                                                                                   | Филипп IV Великий исп.: Felipe IV                                                     | 8 апреля 1605 — 17 сентября 1665   | 31 марта 1621    | 17 сентября 1665         | Король Португалии (1621—1640) под именем Филипп III. Сын Филиппа III                                                                |
|                                                                                   | Карл II Зачарованный исп.: Carlos II                                                  | 6 ноября 1661 — 1 ноября 1700      | 17 сентября 1665 | 1 ноября 1700            | Сын Филиппа IV |
| Претендент на испанский трон от Габсбургов в период Войны за испанское наследство |                                                                                       |                                    |                  |                          | |
|                                                                                   | Эрцгерцог Карл Австрийский (Карл III) Император исп.: Archiduque Carlos, (Carlos III) | 1 октября 1685 — 20 октября 1740   | 12 сентября 1703 | 2 июля 1715              | Эрцгерцог Австрийский, а с 12 октября 1711 года император Священной Римской Империи под именем Карла VI. Сын императора Леопольда I |

В 1700 году умер Карл II. В завещании он назвал своим преемником 16-летнего Филиппа, внука сестры Карла Марии Терезии испанской, наследником всей испанской империи. При любом возможном отказе от неразделённых испанских владений Корона Испании будет предложена рядом с младшим братом Филиппа Карлом, герцогом Берри, или эрцгерцогом Карлом Австрийским.
Оба претендента, Филипп и Карл, имели законное право на испанский трон, поскольку дед Филиппа, король Франции Людовик XIV и отец Карла, император Священной Римской империи Леопольд I, были сыновьями тётушек Карла, Анны и Марии Анны. Филипп претендовал на первородство, потому что Анна была старше Марии Анны. Однако Филипп IV в своём завещании указал, что наследование должно перейти к австрийской линии Габсбургов, и австрийцы также утверждали, что Мария Терезия, бабушка Филиппа, отказалась от испанского престола для себя и своих потомков в рамках своего брачного контракта. Это было опровергнуто французским утверждением о том, что оно было основано на приданом, которое так и не было выплачено.
После долгого заседания совета, на котором Дофин высказался за права своего сына, было решено, что Филипп взойдёт на трон. После этого началась война за Испанское наследство, и эрцгерцог Карл был также провозглашён королём Испании как Карл III, в противовес Филиппу V. Он был провозглашен в Вене, а также в Мадриде в 1706 и 1710 годах. Чарльз отказался от притязаний на испанский престол в договор 1714 в Раштатте, но было разрешено дальнейшее использование стилей испанского монарха за его жизнь. Филипп взошёл на испанский престол, но был вынужден отказаться от своих притязаний на французский престол ради себя и своих потомков.

### ДинастияБурбонов
| Портрет                                      | Имя                                    | Дата рождения    | Дата смерти      | Начало правления | Окончание правления | Примечания |
| -------------------------------------------- | -------------------------------------- | ---------------- | ---------------- | ---------------- | ------------------- | --- |
|                                              | Филипп V                               | 19 декабря 1683  | 9 июля 1746      | 16 ноября 1700   | 14 января 1724      | Сын Людовика Великого Дофина, внук Людовика XIV; отрёкся от престола в 1724 году |
|                                              | Луис Мануэль Фернандес де Портокарреро | 8 января 1635    | 14 сентября 1709 | 1 сентября 1701  | 17 января 1703      | Генерал-губернатор Королевства во время отсутствия короля Филиппа V |
|                                              | Луис I                                 | 25 августа 1707  | 31 августа 1724  | 15 января 1724   | 31 августа 1724     | Сын Филиппа V; между смертью Луиса I и возвращением его отца на престол было краткое междуцарствие |
| Междуцарствие (31 августа — 6 сентября 1724) |                                        |                  |                  |                  |                     | |
|                                              | Филипп V                               | 19 декабря 1683  | 9 июля 1746      | 6 сентября 1724  | 9 июля 1746         | Сын Людовика Великого Дофина, внук Людовика XIV; вернулся на престол после смерти сына Луиса I |
|                                              | Фердинанд VI                           | 23 сентября 1713 | 10 августа 1759  | 9 июля 1746      | 10 августа 1759     | Сын Филиппа V |
|                                              | Изабелла Фарнезе                       | 25 октября 1692  | 11 июля 1766     | 10 августа 1759  | 9 декабря 1759      | Королева-регент во время отсутствия короля Карла III |
|                                              | Карл III                               | 20 января 1716   | 10 декабря 1788  | 10 августа 1759  | 14 декабря 1788     | Сын Филиппа V |
|                                              | Карл IV                                | 11 ноября 1748   | 20 января 1819   | 14 декабря 1788  | 19 марта 1808       | Сын Карла III; отрёкся от престола в 1808 году (в первый раз) |
|                                              | Фердинанд VII                          | 14 октября 1784  | 29 сентября 1833 | 19 марта 1808    | 6 мая 1808          | Сын Карла IV; отрёкся от престола в 1808 году; Значительная часть Испании не признала отречения Фердинанда VII, поскольку оно было сделано под давлением. 25 сентября 1808 была образована Высшая правящая хунта, признанная рядом иностранных держав законным правительством Испании; она продолжала признавать Фердинанда королём. |
|                                              | Карл IV                                | 11 ноября 1748   | 20 января 1819   | 6 мая 1808       | 6 мая 1808          | Сын Карла III; отрёкся от престола в 1808 году (повторно); После второго отречения Карла IV в продолжение месяца было междуцарствие, во время которого наместником королевства и губернатором был маршал Иоахим Мюрат |

### Междуцарствие
| Портрет | Имя          | Дата рождения | Дата смерти     | Начало правления | Окончание правления | Примечания |
| ------- | ------------ | ------------- | --------------- | ---------------- | ------------------- | --- |
|         | Иоахим Мюрат | 25 марта 1767 | 13 октября 1815 | 6 мая 1808       | 20 июля 1808        | Генерал-лейтенант Испании до прибытия в страну Иосифа I Бонапарта; великий герцог Бергский (1806—1808) и король Неаполя (1808—1815) |

### ДинастияБонапартов
Единственным монархом из этой династии был Иосиф I, введенный своим братом Наполеоном I после отречения Карла IV и Фердинанда VII. Титул, который использовал Иосиф I, был королем Испании и Индии, по милости Божьей и Конституции штата. Он также носит названия всех предыдущих монархов. Правительство было сформировано 25 сентября 1808 года, но оно продолжало признавать заключенного Фердинанда VII королем. Это правительство было дипломатически признано законным испанским правительством Великобританией и другими странами, воюющими с Францией.
| Портрет | Имя              | Дата рождения | Дата смерти  | Начало правления | Окончание правления | Примечания |
| ------- | ---------------- | ------------- | ------------ | ---------------- | ------------------- | --- |
|         | Иосиф I Наполеон | 7 января 1768 | 28 июля 1844 | 6 июня 1808      | 11 декабря 1813     | Он же Жозеф, брат Наполеона I. Не все признавали его королём, и после реставрации Бурбонов большая часть его решений была признана недействительной. |

### ДинастияБурбонов
Старший сын Карла IV был восстановлен на престоле. Титулом был король Кастилии, Леон, Арагон,… по милости Божьей.
| Портрет | Имя                      | Дата рождения   | Дата смерти      | Начало правления | Окончание правления | Примечания |
| ------- | ------------------------ | --------------- | ---------------- | ---------------- | ------------------- | --- |
|         | Фердинанд VII            | 14 октября 1784 | 29 сентября 1833 | 11 декабря 1813  | 29 сентября 1833    | Сын Карла IV; вернулся на испанский престол в 1813 году |
|         | Изабелла II              | 10 октября 1830 | 9 апреля 1904    | 29 сентября 1833 | 30 сентября 1868    | Дочь Фердинанда VII; после отречения Изабеллы (1868 год) было продолжительное междуцарствие (более двух лет), во время которого правительство искало за границей кандидатуру нового короля. |
|         | Мария Кристина I Старшая | 27 апреля 1806  | 27 апреля 1878   | 29 сентября 1833 | 12 октября 1840     | Дочь Франциска I, короля Обеих Сицилий; королева-регент, её власть оспаривал дон Карлос Старший                                                                                             |
|         | Бальдомеро Эспартеро     | 27 февраля 1793 | 8 января 1879    | 12 октября 1840  | 23 июля 1843        | Регент в период малолетства Изабеллы II |
|         | Франсиско де Асис Бурбон | 13 мая 1822     | 17 апреля 1902   | 10 октября 1846  | 30 сентября 1868    | Супруг Изабеллы II, с 1846 года — король-консорт Испании |

### Междуцарствие
| Портрет | Имя               | Дата рождения   | Дата смерти    | Начало правления | Окончание правления | Примечания                                                                                 |
| ------- | ----------------- | --------------- | -------------- | ---------------- | ------------------- | ------------------------------------------------------------------------------------------ |
|         | Франсиско Серрано | 17 декабря 1810 | 26 ноября 1885 | 30 сентября 1868 | 2 января 1871       | Регент Испании (первоначально — в период поиска монарха за границей; после — при Амадее I) |

### Савойская династия
После испанской революции 1868 года, свергнувшей Изабеллу II, было создано Временное правительство и регентство во главе с Франсиско Серрано и Домингесом с 8 октября 1868 года по 2 января 1871 года, в то время проходили поиски нового монарха. Амадео был избран королем, и новый титул был королем Испании, милостью Божьей и волей народа.
| Портрет | Имя      | Дата рождения | Дата смерти    | Начало правления | Окончание правления | Примечания                                                              |
| ------- | -------- | ------------- | -------------- | ---------------- | ------------------- | ----------------------------------------------------------------------- |
|         | Амадей I | 30 мая 1845   | 18 января 1890 | 16 ноября 1870   | 11 февраля 1873     | Сын короля Италии Виктора Эммануила II; отрёкся от престола в 1873 году |

### Междуцарствие: Первая республика
- Первая Испанская Республика: 1873—1874

| Портрет | Имя                                    | Дата рождения | Дата смерти  | Начало правления | Окончание правления | Примечания                                                      |
| ------- | -------------------------------------- | ------------- | ------------ | ---------------- | ------------------- | --------------------------------------------------------------- |
|         | дон Карлос Младший под именем Карл VII | 30 марта 1848 | 18 июля 1909 | 3 октября 1868   | 18 июля 1909        | Считался королем в Наварре и Стране Басков в период с 1872—1876 |

### Династия Бурбонов
После недолгого существования Первой Испанской республики (1873—1874) было решено восстановить монархию. Династия Бурбонов была вновь восстановлена на троне в лице Альфонса XII, сына королевы Изабеллы II.
| Портрет | Имя                           | Дата рождения  | Дата смерти     | Начало правления | Окончание правления | Примечания |
| ------- | ----------------------------- | -------------- | --------------- | ---------------- | ------------------- | --- |
|         | Антонио Кановас дель Кастильо | 8 февраля 1828 | 8 августа 1897  | 31 декабря 1874  | 14 января 1875      | Председатель Регентства во время отсутствия короля Альфонса XII |
|         | Альфонс XII                   | 28 ноября 1857 | 25 ноября 1885  | 29 декабря 1874  | 25 ноября 1885      | Сын Изабеллы II и Франсиско де Асис де Бурбона; после его кончины было установлено регентство, так как наследование короны зависело от пола будущего ребёнка, которого ждала вдова Альфонса. Если бы родилась девочка, наследницей становилась бы старшая дочь покойного короля, инфанта Мария Мерседес. Родился мальчик, провозглашённый при рождении королём Альфонсом XIII. |
|         | Мария Кристина II Младшая     | 21 июля 1858   | 6 февраля 1929  | 25 ноября 1885   | 17 мая 1902         | Дочь Карла Фердинанда, эрцгерцога Австрийского; королева-регент при малолетнем Альфонсо XIII |
|         | Альфонс XIII                  | 17 мая 1886    | 28 февраля 1941 | 17 мая 1886      | 14 апреля 1931      | Сын Альфонса XII; Отрёкся от престола в 1931 году |

### Междуцарствие: Вторая республика и правление Франко
- Вторая Испанская Республика: 1931—1939
- Каудильо Франсиско Франко: 1939—1975[1]

В 1947 Франко провозгласил реставрацию монархии, но не позволил занять престол претенденту, графу Барселонскому («Хуану III»), а предусмотрел впоследствии передачу короны после своей смерти сыну графа Барселонского, Хуану Карлосу.

### Междуцарствие (1975)
| Портрет | Имя                               | Дата рождения   | Дата смерти    | Начало правления | Окончание правления | Примечания     |
| ------- | --------------------------------- | --------------- | -------------- | ---------------- | ------------------- | -------------- |
|         | Алехандро Родригес де Валькарсель | 25 декабря 1917 | 22 ноября 1976 | 20 ноября 1975   | 22 ноября 1975      | Регент Испании |

### ДинастияБурбонов
После смерти каудильо Франсиско Франко в Испании была восстановлена монархия. Престол занял Хуан Карлос I, сын графа Барселонского Хуана и внук короля Альфонса XIII.
| Портрет | Имя           | Дата рождения  | Дата смерти      | Начало правления | Окончание правления | Примечания                                                                         |
| ------- | ------------- | -------------- | ---------------- | ---------------- | ------------------- | ---------------------------------------------------------------------------------- |
|         | Хуан Карлос I | 5 января 1938  | Ныне здравствует | 22 ноября 1975   | 18 июня 2014        | Сын графа Барселонского Хуана, внук Альфонса XIII; отрёкся от престола в 2014 году |
|         | Филипп VI     | 30 января 1968 | Ныне здравствует | 19 июня 2014     | Настоящее время     | Сын Хуана Карлоса I                                                                |

## Генеалогические схемы

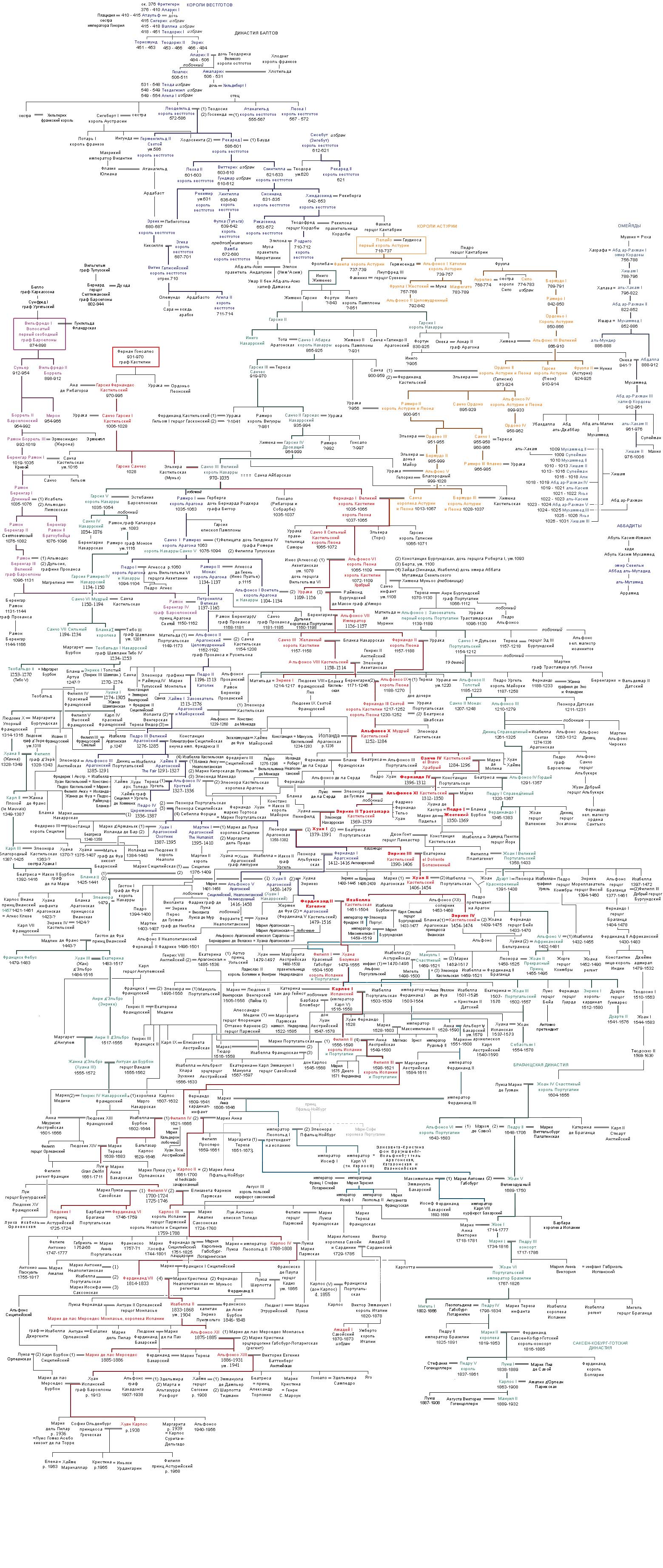
Генеалогическое древо правителей Пиренейского полуострова IV—XX веков
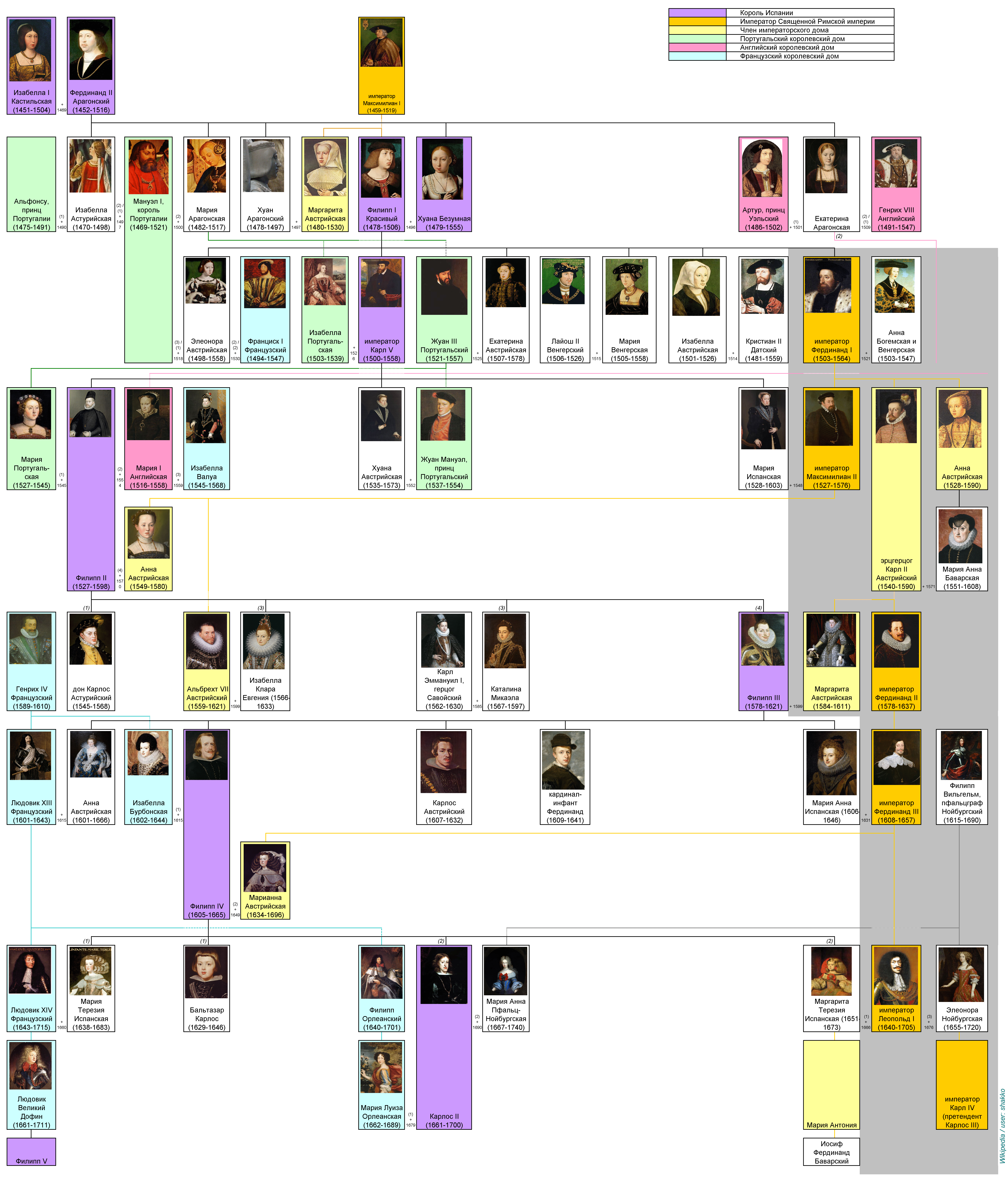
Испанские Габсбурги
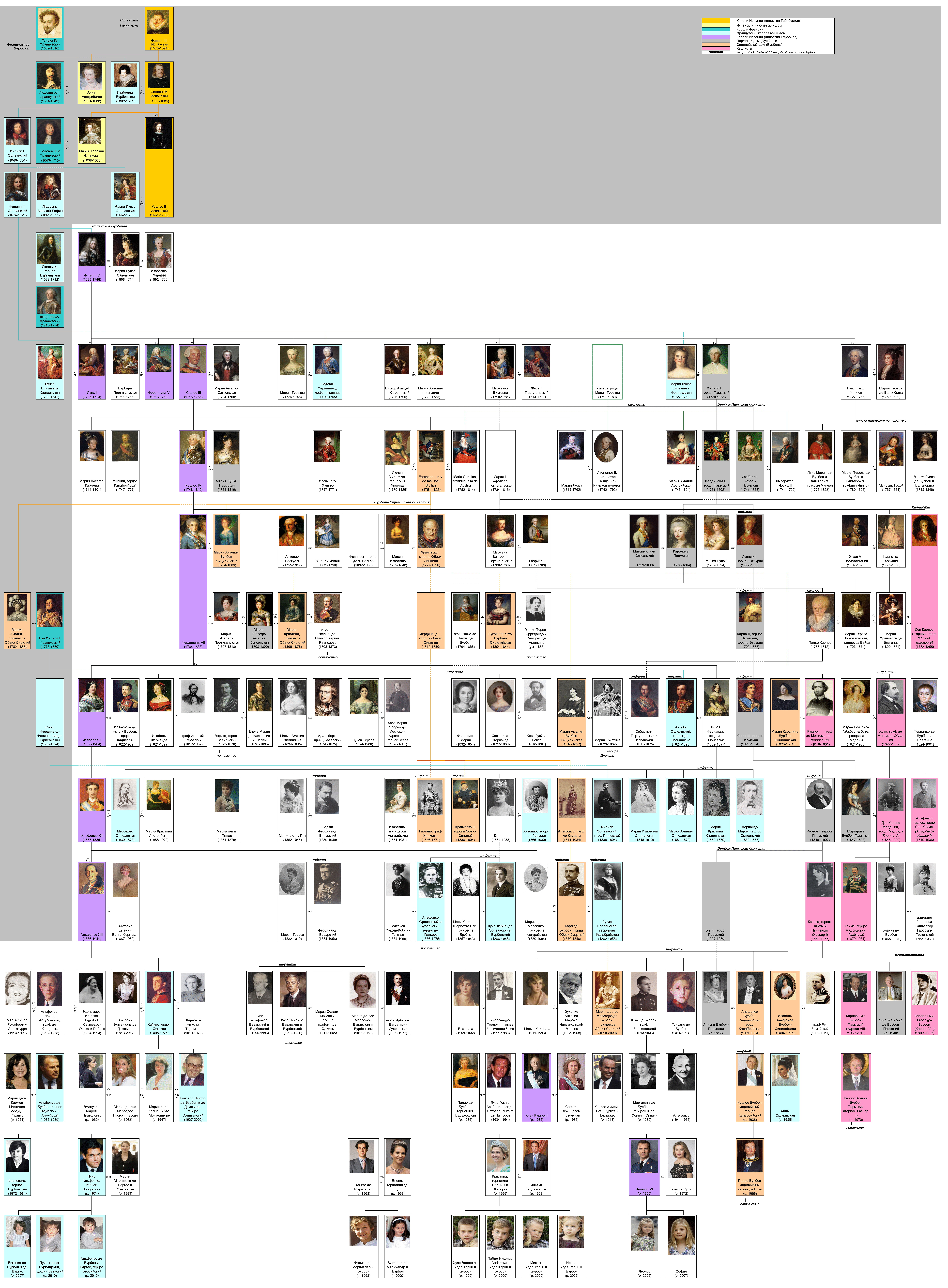
Испанские Бурбоны